# Enis Nadarević
Enis Nadarević (Bihać, 19 luglio 1987) è un ex calciatore bosniaco, di ruolo attaccante.

## Biografia
Nel 2015 ha preso parte al film Una meravigliosa stagione fallimentare.

## Caratteristiche tecniche
Nadarević è un giocatore offensivo che si adatta a ricoprire i ruoli di ala e seconda punta; mancino naturale, può essere impiegato anche a destra.

## Carriera

### Club

#### Kufstein e Sanvitese
Dopo aver trascorso le giovanili nel club austriaco del Kufstein, nel 2006 viene portato in Italia dalla Sanvitese, che lo acquista a titolo definitivo. Con la formazione friulana disputa da titolare quattro campionati di Serie D, totalizzando 136 presenze e 30 reti.

#### Varese e il contenzioso con la FIGC
Il 6 giugno 2010 viene ingaggiato dal Varese, neopromossa in Serie B. Viene costantemente impiegato nelle amichevoli estive, e si distingue positivamente in un incontro con il Milan, ma a causa delle norme FIGC sugli extracomunitari non può essere tesserato formalmente, né giocare in Serie B. Il giocatore, per mezzo dei suoi legali, si rivolge al tribunale di Varese, accusando la FIGC di comportamento discriminatorio, mentre il suo cartellino viene conteso da Varese, il suo procuratore e il Mantova, che si era inserita nella trattativa in quanto militante in Serie D, in cui al giocatore era consentito di giocare. Il tribunale di Varese, tuttavia, pochi giorni dopo esprime parere favorevole alla richiesta del giocatore, che viene ufficializzato dalla società varesina. Il 18 dicembre 2010 fa il suo debutto in Serie B, nella gara interna vinta 1-0 contro il Siena. Gioca in tutto 13 partite più due nei play-off, e il 29 maggio 2011 realizza anche il gol vittoria contro il Piacenza; il club non riesce nell'impresa della promozione in Serie A.
Il 21 agosto 2011 rinnova il suo contratto con il Varese fino al 2013 e nella stagione 2011-2012 scende in campo 37 volte, segnando anche un gol contro la Nocerina. Gioca anche da titolare tutte le partite dei play-off, contro Hellas Verona e Sampdoria, e la squadra perde ancora una volta gli spareggi per la promozione rimanendo in Serie B.
Resta a Varese anche nella stagione 2012-2013, sotto la guida di Fabrizio Castori che lo schiera titolare nella formazione biancorossa. Il 24 dicembre segna il gol del 2-0 contro la Pro Vercelli.

#### Genoa
Il 17 gennaio 2013 passa a titolo definitivo al Genoa per 250.000 euro, debuttando in Serie A tre giorni dopo nella gara interna contro il Catania. Conclude la stagione in rossoblu con solo tre presenze.

#### Cesena e Bari
Il 16 luglio 2013 passa in prestito con diritto di riscatto sulla compartecipazione al Cesena e il 26 agosto esordisce in Cesena-Varese, sua ex squadra.
Il 31 gennaio 2014, dopo sole 7 presenze con i romagnoli, con la formula del prestito secco passa al Bari.
L'8 marzo durante la partita Bari-Lanciano tenta di mordere l'attaccante rossonero Falcinelli, venendo di conseguenza espulso e squalificato per tre turni, mentre realizza il suo primo gol con la squadra pugliese in occasione di Ternana-Bari (1-3) alla 37ª giornata di Serie B.

#### Trapani e Novara
Il 19 luglio 2014 il Trapani annuncia, tramite una nota sul proprio sito web, l'arrivo in prestito del calciatore bosniaco dal Genoa. Il primo gol, in maglia granata, del bosniaco arriva il 19 settembre a Carpi dove i siciliani rimontano 2 gol di svantaggio impattano per 2-2. Il 22 giugno 2015 viene riscattato dal club siciliano.
Il 28 gennaio 2016 viene ceduto a titolo temporaneo, con diritto di riscatto, al Novara. A fine stagione ritorna al Trapani, da cui si svincola il 1º settembre.

#### Monopoli
Il 18 dicembre seguente firma con il Monopoli, militante in Lega Pro.

#### Fidelis Andria, Fasano e Audace Cerignola
Il 6 agosto 2017, dopo avere svolto il ritiro precampionato con la Triestina, firma un contratto annuale con la Fidelis Andria, militante nel Girone C di Serie C. Il 13 agosto 2018 passa al Fasano, in Serie D, ma dopo pochi mesi, il 7 dicembre 2018, passa all'Audace Cerignola sempre in Serie D.

#### United Sly
Il 31 maggio 2019 viene acquistato dalla United Sly, formazione barese militante nel campionato di Promozione pugliese.
A luglio 2020, con il trasferimento del titolo sportivo della Sly da Bari a Trani, prosegue la carriera nella nuova formazione biancazzurra. Tuttavia, nel mese di settembre, la proprietà rinuncia alla disputa del campionato 20-21 di Eccellenza svincolando di fatto tutti i tesserati.

#### Ritorno al Fasano
Rimasto svincolato, fa ritorno al Fasano, impegnato nel campionato di Serie D 2020-2021.

## Statistiche

### Presenze e reti nei club
Statistiche aggiornate al 10 gennaio 2021.
| Stagione            | Squadra          | Campionato      | Campionato | Campionato | Coppe nazionali | Coppe nazionali | Coppe nazionali | Coppe continentali | Coppe continentali | Coppe continentali | Altre coppe | Altre coppe | Altre coppe | Totale | Totale |
| Stagione            | Squadra          | Comp            | Pres       | Reti       | Comp            | Pres            | Reti            | Comp               | Pres               | Reti               | Comp        | Pres        | Reti        | Pres   | Reti   |
| ------------------- | ---------------- | --------------- | ---------- | ---------- | --------------- | --------------- | --------------- | ------------------ | ------------------ | ------------------ | ----------- | ----------- | ----------- | ------ | ------ |
| 2010-2011           | Varese           | B               | 13+2       | 1          | CI              | 0               | 0               | -                  | -                  | -                  | -           | -           | -           | 15     | 1      |
| 2011-2012           | Varese           | B               | 37+4       | 1          | CI              | 1               | 0               | -                  | -                  | -                  | -           | -           | -           | 42     | 1      |
| 2012-gen. 2013      | Varese           | B               | 18         | 1          | CI              | 2               | 0               | -                  | -                  | -                  | -           | -           | -           | 20     | 1      |
| Totale Varese       | Totale Varese    | Totale Varese   | 68+6       | 3          |                 | 3               | 0               |                    | -                  | -                  |             | -           | -           | 77     | 3      |
| gen.-giu. 2013      | Genoa            | A               | 3          | 0          | CI              | -               | -               | -                  | -                  | -                  | -           | -           | -           | 3      | 0      |
| 2013-gen. 2014      | Cesena           | B               | 7          | 0          | CI              | 1               | 0               | -                  | -                  | -                  | -           | -           | -           | 8      | 0      |
| gen.-giu. 2014      | Bari             | B               | 10         | 1          | CI              | -               | -               | -                  | -                  | -                  | -           | -           | -           | 10     | 1      |
| 2014-2015           | Trapani          | B               | 33         | 4          | CI              | 1               | 0               | -                  | -                  | -                  | -           | -           | -           | 34     | 4      |
| 2015-gen. 2016      | Trapani          | B               | 11         | 1          | CI              | 0               | 0               | -                  | -                  | -                  | -           | -           | -           | 11     | 1      |
| Totale Trapani      | Totale Trapani   | Totale Trapani  | 44         | 5          |                 | 1               | 0               |                    | -                  | -                  |             | -           | -           | 45     | 5      |
| gen.-giu. 2016      | Novara           | B               | 9          | 1          | CI              | 0               | 0               | -                  | -                  | -                  | -           | -           | -           | 9      | 1      |
| dic. 2016-2017      | Monopoli         | LP              | 8          | 1          | -               | -               | -               | -                  | -                  | -                  | -           | -           | -           | 8      | 1      |
| 2017-2018           | Fidelis Andria   | C               | 19         | 0          | CI-C            | 0               | 0               | -                  | -                  | -                  | -           | -           | -           | 19     | 0      |
| ago.-dic. 2018      | Fasano           | D               | 12         | 5          | CI-D            | 0               | 0               | -                  | -                  | -                  | -           | -           | -           | 12     | 5      |
| dic. 2018-mag. 2019 | Audace Cerignola | D               | 9          | 1          | CI-D            | 0               | 0               | -                  | -                  | -                  | -           | -           | -           | 5      | 1      |
| 2019-2020           | United Sly Bari  | Prom.           | 20         | 9          | CP Prom.        | 0               | 0               | -                  | -                  | -                  | -           | -           | -           | 20     | 9      |
| 2020                | Sly Trani        | Ecc.            | 0          | 0          | CP Ecc.         | 0               | 0               | -                  | -                  | -                  | -           | -           | -           | 0      | 0      |
| set. 2020-2021      | Fasano           | D               | 8          | 1          |                 |                 |                 | -                  | -                  | -                  | -           | -           | -           | 8      | 1      |
| Totale Fasano       | Totale Fasano    | Totale Fasano   | 20         | 6          |                 | 0               | 0               |                    | -                  | -                  |             | -           | -           | 20     | 6      |
| Totale carriera     | Totale carriera  | Totale carriera | 217+6      | 27         |                 | 5               | 0               |                    | -                  | -                  |             | -           | -           | 228    | 27     |